# Qeyssarie-Pforte
Die Qeyssarie-Pforte (persisch سردر قیصریه Sardar-e Qeyssarie, IPA:  [sæɾdæɾ ɛ ɢɛjsæɾijɛ]) ist eine historische Pforte am Haupteingang des Basars von Isfahan und Qeyssarie-Basars in der iranischen Stadt Isfahan. Die Pforte hatte ursprünglich 3 Etagen, aber die dritte Etage wurde später zerstört. Die zerstörte dritte Etage war Trommelhaus. Die Pforte wurde im 17. Jahrhundert in der Safawiden-Ära gebaut.